# 4159 Freeman
4159 Freeman је астероид главног астероидног појаса. Приближан пречник астероида је 17,31 ,
а средња удаљеност астероида од Сунца износи 2,549 астрономских јединица (АЈ).
Инклинација (нагиб) орбите у односу на раван еклиптике је 15,182 степени, а орбитални период износи 1486,642 дана (4,070 године). Ексцентрицитет орбите астероида износи 0,074.
Апсолутна магнитуда астероида износи 10,80 а геометријски албедо 0,282.
Астероид је откривен 5. априла 1989. године.